# Kachhauna Patseni
Kachhauna Patseni is een nagar panchayat (plaats) in het district Hardoi van de Indiase staat Uttar Pradesh. 

## Demografie
Volgens de Indiase volkstelling van 2001 wonen er 13.504 mensen in Kachhauna Patseni, waarvan 54% mannelijk en 46% vrouwelijk is. De plaats heeft een alfabetiseringsgraad van 61%. 